# 方復
方復（1381年—？），字文英，直隸安慶府潛山縣潛嶽鄉三十二都人，明朝政治人物。進士出身。

## 生平
應天府鄉試二百六十八名。永樂十年（1412年）壬辰科會試第七名，殿試登進士第三甲第六十四名。

## 家族
曾祖方勝隆。祖父方得政。父亲方貴華。